# 太陽の牙ダグラム
『太陽の牙ダグラム』（たいようのきばダグラム）は、1981年（昭和56年）10月23日から1983年（昭和58年）3月25日までテレビ東京で全75話が放送された、日本サンライズ製作のSFアニメ（ロボットアニメ）。放送時間は第19話までが毎週金曜日18:00 - 18:30、第20話以降は毎週金曜日17:55 - 18:25（年末年始特別編成の関係で、第11話は火曜日17:00 - 17:30、第63話は金曜日10:00 - 10:30に放送された）。

## 作品概要
高橋良輔のロボットアニメ初監督作品。同時期、若者の間で好評を博した『機動戦士ガンダム』や『伝説巨神イデオン』を意識し、子どもたちだけでなく、その父親層までも視聴者に取り込むことを目的とし、単なる勧善懲悪ではなく実際にあり得るのと同じ独立戦争をテーマとし、その発端から終結までを描く。「ガンダム」と異なり、本作の主人公は分離主義側である。登場人物たちはそれぞれの政治的使命や信念に基づいて行動し、単純な悪役が存在しないリアルなストーリーを追求している。そのため、少年向けアニメには珍しく複雑な社会構造を背景とした重厚な政治ドラマや戦略的駆け引きが展開される。また、喫煙シーンが多かったのも特徴的である。
第1話の冒頭に朽ち果てたダグラムを登場させるショッキングな演出があり、映画版のポスターやチラシも砂漠に放置されたダグラムの残骸のイラストが用いられた。この演出は戦場まんがシリーズ「鉄の竜騎兵」から着想を得ており、高橋は後にOVA「ザ・コクピット」制作のオファーがあった際、即座に同話の監督を希望したことを同作DVDの映像特典インタビューで語っている。

### 企画の経緯
本作の企画を立てたのはサンライズの山浦栄二とタカラ（現・タカラトミー）の沼本清海である。両者はガンダムのブームに注目して、よりミリタリー色の強い企画を発案し、サンライズ企画室はタカラに叩き台の企画として「スペースバッファロー」を提出した。これは足軽の少年が大将に出世するSF戦国時代ものだった。この企画書に添えるロボットをデザインしたのは大河原邦男である。大河原によると「顔は戦闘ヘリコプターの風防」のロボットで、ダグラムの原型となった。監督に有力視された高橋良輔は「ロボットものはやらない」としていたが、『ガンダム』を見て考えを改め、この企画への参加を決断。しかし高橋は自分のロボットアニメの経験不足を懸念しており、ロボットアニメの経験豊富な神田武幸との共同監督を提案し、サンライズの経営陣の了承を得た。
企画は戦国時代から植民惑星の独立ものに変わり、タイトルも『ザクティクス』などを経て『ダグラム』になった。吉川惣司がキャラクターの原案からクリーンナップを手掛け、サブキャラクターデザインと作画監督チーフは塩山紀生が担当した。作画はマジックバス、中村プロダクション、アニメアール、ネオメディアなどに発注された。
本作の作画スケジュールは逼迫し、プロデューサーの岩崎正美と製作デスクの山本之文も作画に参加。2人の共同ペンネームとして「岩本正之」が使われた。さらに台湾のアニメ会社にも発注され、岩崎は本作の放映中は1年の半分を海外で過ごしたという。
ミリタリー色の強い本作の「華のなさ」を懸念した岩崎はアイキャッチでクリンとディジーが往き違うようにした。これは『君の名は』風の「戦場でのすれ違いラブロマンス」を演出する狙いだったという。視聴率と関連商品の売行きは好調で6クール放映になった。

#### デュアルマガジン
なお、本作をメイン企画として押し出し創刊されたタカラの『デュアルマガジン』誌上では、編集会社の伸童舎が本作とはまったく異なる世界観を持ったパロディ企画漫画『デロイアナナちゃん』を連載した。本作とは全く毛色の異なる軍事色の一切ない学園モノで、登場人物はCBアーマー型のコスチュームに身を包む女子高生となっている。作者は中原れいで、本作執筆当時のペンネームは「あむろ・れい」であった。なお、本作は誌面の下部1/4以下のいわゆる「床部」に主に位置していた（まれにそれ以外の位置に掲載されている場合もあった）。
なお、『デロイアナナちゃん』に通じる擬人化メカ少女「MS少女」や、『銀河お嬢様伝説ユナ』シリーズを生み出した明貴美加も、本誌にライターとして参加している。

### 『アニメック』誌との確執
「ストーリー展開がわかりづらい」「主人公たちの行動が大局にほとんど影響していない」「ロボットアニメではなく政治アニメ」さらには「主人公、ダグラムがいなくても物語が成立している」など、アニメ雑誌『アニメック』からは批判的な声も挙がった。
『アニメック』は、当時のアニメ雑誌の中でも特に『ダグラム』への批判的記事が多かった。その中で1982年発行の27号では「ガンバレ特集 太陽の牙ダグラム」と題した特集記事が掲載された。この特集では、監督である高橋良輔のロングインタビューも載せて「作り手側の見解」も紹介したが、一記者による「ひねくれコンバットアーマー解説」という記事は、登場するメカを「歩くぶたまん」「ぶさいく」と評したのをはじめ、頭部がコックピットであることを揶揄して、『機動戦士ガンダム』最終回でガンダムの頭部を破壊された際のアムロ・レイのセリフをもじって「（もし頭部を破壊されたら）『たかがコックピットをやられただけだ!』と叫んでみよう」と記したり、防水されていないので水中では活動できないという設定のメカを「雨が降ったら出撃できない」という間違った批判をし、さらには「デカールを貼ればガルダンでもリアルタイプ」と書くなど筆者の個人的な偏見が色濃く盛り込まれていた。
翌28号では、読者投稿欄でのクレームに対し、副編集長の井上伸一郎が「あの記事が掲載されてしまった裏には、担当記者が『副編集長に見せると没にされる』と恐れ勝手に入稿してしまい、こちらが気づいた時にはすでに校正段階―といった恥ずべき背景があるのですが、いずれにせよ弁解の余地はありません」と謝罪のコメントを出した。

## あらすじ

### 物語
地球の植民惑星デロイアでは地球に対する不満が高まり、独立運動が勢いを増していた。ある日、デロイア星の首都カーディナル市で、地球連邦評議会議長のドナン・カシムら評議会の議員たちを、地球連邦軍第8軍大佐フォン・シュタイン率いる部隊が監禁し、デロイアの独立を宣言するという事件が起こる。事件の報道を聞いたドナンの息子クリン・カシムは地球連邦軍の救出部隊に志願し、人質の解放に尽力した。
しかし、救出されたドナンはフォン・シュタインを免罪し、デロイアを地球連邦の8番目の自治州に昇格させ、フォン・シュタインをその代表に任命した。一方、ドナンは事件の首謀者としてデロイア独立を支持した代議員を投獄し、フォン・シュタインに呼応して立ち上がった独立運動家たちを徹底的に弾圧する。すべては、地球百億の民のためにあえてデロイアの民を泣かせる覚悟を決めたドナンが、デロイア独立運動の「ガス抜き」のため、フォン・シュタインと共に仕組んだ狂言に過ぎなかった。
事件の真相をジャーナリストのディック・ラルターフから聞かされたクリンは苦悩するが、ひょんなことからデロイアの完全独立を求める指導者デビッド・サマリン博士と出会う。サマリンはクリンをドナンの息子と知りながらあたたかく迎え、独立派が開発した最新鋭コンバット・アーマーダグラムのパイロットとして仲間に紹介する。だがクリンがサマリンと出会ったことで、サマリンの居場所が地球連邦軍に知れてしまい、サマリンとダグラムは地球連邦軍に奪われてしまう。
責任を感じたクリンは、単身で地球連邦軍の基地に乗り込みダグラムを奪回、デロイア独立運動に身を投じることを決意する。地球時代の友人ロッキー・アンドレらのグループ（デロイア7。後の太陽の牙）に合流したクリンは、ダグラムによって次々と地球連邦軍を蹴散らしていく。サマリンも独立派ゲリラの尽力によって救出され、デロイア独立の気運は、ドナンの思惑とは裏腹にますます高まっていく。
そのころ、野心はあれども理想はないドナンの補佐官ヘルムート・J・ラコックは、病を抱えたドナンとフォン・シュタインを排し、自らがデロイアの支配者となるための私欲にまみれた策謀を密かに進めていた。
そして敵味方の人間模様が錯綜する中、クリンはついに病に倒れ力尽きたドナンと今生の別れを告げ、地球連邦軍との決戦へと向かう。

### 作品世界
本作品は、20世紀半ばから約200年が経過した世界＝22世紀、2100年代半ば頃が物語の舞台となる。恒星間航行、電磁誘導砲、人型機動兵器等が実用化され普及している一方、それ以外の人々の生活様式、戦争における戦術、戦略、航空機、戦闘車両、軍用艦等は基本的に20世紀、1960〜80年代初頭頃のそれらを踏襲したいささかクラシックな雰囲気のものになっている。民間人のおもな通信連絡手段は固定電話や手書きの手紙であり、若者たちはオートバイやレーシングカーに憧れ、コーラやハンバーガーというごちそうに舌鼓を打つ。報道機関の主役はTVニュースと紙媒体の新聞。その記事も記者自身のペンやタイプライターでつづられる。ジープや TOW（トゥーミサイル）に関しては、現用のそれらと同じものが登場し盛んに活躍する。
地球は地球連邦という統一された国家になっている。この連邦は現実世界での欧州にあたる「メドール」、南米にあたる「マルドー」、アジアにあたる「テシオ」、オセアニアにあたる「マラン」、放送当時のソ連に相当する「コホード」、北米にあたる「ミンガス」、アフリカにあたる「ローディア」の7つの自治州からなり、それらが連邦評議会という最高意志決定機関により統治される。連邦評議会議長（つまりドナン）はその代表者であり、事実上大統領職に相当する。
国家間の武力紛争は過去のものとなり、連邦軍は連邦内の治安維持を主任務としているが、私設の傭兵部隊も存在している。なお、連邦軍は陸海空軍が各自治州ごとに一括して7つの軍に編成され、さらにデロイアの治安維持（実質的には軍事支配）を行う第8軍が存在する。
ワームホールの先にあるスタフェラス二重太陽系の第5惑星・デロイアは地球連邦の植民地であり、地球からの移民が始まって130年が経過している。使われる主要通貨はデロイアドル。移民の子孫（二世・三世）達は「デロイア人」と呼ばれ、地球人の中には二級市民として差別の対象とする者もいる。また、未だ自治権を与えられず、資源を搾取されている現実に不満を持つ人々が独立運動を繰り広げている。しかし、科学力では地球に比べ大きく立ち遅れているため、独立しても地球との星間断交は無理だった。一方、資源が枯渇し農産物や鉱産物の多くをデロイア星に依存する地球連邦内では、その星間断交を恐れていることもあってデロイア独立に否定的な意見が多い。劇中では既に地球連邦で消費される鉱物資源の80％はデロイアから産出されている状態にあった。
デロイアは砂漠や荒野が多い、かなり暑い気候の惑星である。二重太陽系下にあるせいで極端に暑い夏と極端に寒い冬が交互に訪れ、農作物の収穫も長らく覚つかないまま人々の生活を苦しめた。ヒスパニック系の名前を持つ登場人物が多かったり、カーレースが国民的行事になっていたり、山岳ゲリラが多数存在したり、など、人々の生活様式や社会様式は放映当時の中南米ラテンアメリカ諸国のそれに近い。また、二重太陽の電磁場に加え、デロイアを囲む未知のガス星雲「Xネブラ」の影響で、長距離通信は不具合が多く、コンピュータも性能が低下するため、戦闘はスタンドオフ兵器を使用しない有視界戦闘が基本である。
本作品では暦にS.C.（「スペース・センチュリー」の略）の呼称が用いられており、物語はS.C.152年から始まる。S.C.と西暦の関係は不明だが、ラコックの台詞に、「200年前の将軍を気取る訳じゃないが『アイ・シャル・リターン』と言わせてもらうか」というものがあった。「アイ・シャル・リターン」は1942年、ダグラス・マッカーサーがフィリピンのコレヒドール島から脱出する際に残した言葉である。

## 登場メカ
荒地や砂漠の多いデロイアでは、地上兵力としては不整地走破性の高い車両が、航空兵力としては固定翼機がほとんど登場せずヘリコプターが多用されている。コンバットアーマー（以下「CBアーマー」）、特に2脚型は押しなべて行動時間が短いため、それらを戦場まで輸送する大型車両やヘリも劇中に登場する。放送当時に発売されたプラモデルでは、CBアーマーだけではなくヘリコプターや戦闘車両の多くが製品化されていた。
TVアニメの登場するロボット兵器の設定として、複数の兵器メーカーの概念や、形式番号が最初から明確に導入され制作者サイドから発表されたのは、本作が初めてである（『機動戦士ガンダム』では、兵器の形式番号や製造メーカーはアニメ雑誌やムックによる後付け設定だった）。ただしこれらの詳細な設定は肝心のストーリー上ではほとんど生かされず、プラモデル等のアイテム化の際に商品名として使われたくらいで終わっている。
コンバットアーマー

キュレイユ MP-2 デューイ
連邦軍が多用する対地攻撃用戦闘ヘリ。AH-1風のナローボディ縦列式複座で、主人公クリンが連邦側にいた物語初期はデロイア独立正規軍に奪われた機体がクラブガンナーと協同で連邦軍を襲撃してくる役回りだったが、クリンがゲリラになってからは連邦軍の機体ばかりになり、本機をはじめとするゲリラの機械化兵力は一時全く登場しなくなった。これは、第2話-第7話において「反乱軍」と呼ばれて姿を見せるデロイア側勢力はドナン・カシムと共謀したフォン・シュタイン大佐率いる「デロイア独立正規軍」（＝連邦第８軍の一部）であり、サマリン率いる民間ゲリラではないためである。ヘリ、装甲車、そしてダグラム以外のCBアーマーといった機械化・機甲戦力がゲリラ側のものとして姿を見せるのは、パルミナ大陸ウルナ基地のデロイア人連邦将兵らが反乱を起こしてゲリラに参加、デロイア人民解放軍が形成されてからとなる。
作中での呼称は「デューイ戦闘ヘリ」（第1話より）。胴体長11.5m、乗員2名、最大速度430km/h、標準武装は機首下に旋回式20mmガトリングガン×1、胴体側面のスタブウイングに7連装80mmロケット弾ポッド×2、対CBアーマーミサイル×4。塗装は褐色系。
特殊装備としてザルツェフ少佐の指示で毒ガスの散布ポッドを装備して、バラフ軍刑務所の壁を登攀中のJ・ロックらゲリラ達を毒殺しようとするシーンが見られた（第25話）。
キュレイユ CH-24 グレイハウンド
連邦軍が多用する汎用ヘリ。4-6座。指揮管制タイプは機体下面にレドームを持つ。デロイア人民解放軍でも使われた。非武装だが乗員が身を乗り出して、携帯火器で地上掃射を行う時もある。
キュレイユ CH-35 パトリオット
汎用中型ヘリ。ボーンフィッシュと異なり、胴体は箱形のキャビンになっている。主に兵員輸送用だが、外装式に懸下する形でCBアーマーの空輸も可能。非武装。
イーストランド WE-211 マベリック
2脚型CBアーマー専用輸送ヘリ。横長の機体に、双ローターが左右に並び、中央部にCBアーマー1機を、両肩関節部を保持する形で直立状態で懸下し、即時戦線に投入することが可能。大きなペイロード（搭載量）を誇るものの、構造上CBアーマー以外の輸送には適さないが、コクピット下部に30mm連装機関砲塔を装備しており、単独飛行時にはそれで機銃掃射を行なったこともある。連邦軍がダグラムを奪取した時およびウルナ基地での反乱後に解放軍が強化されてからは、ダグラムの搬送にも使用されている。
24部隊専用機のみ、コクピット周辺が青で塗装されている（通常はダークグリーン）。機体本体はグレー。
ヘルタット3 ボーンフィッシュ
中型輸送ヘリ。S-64スカイクレーンのような輸送ヘリで、クレーンヘリコプターの特性から通常は細長い機体の下部に旅客用キャビンなどコンテナ類を搭載するが、代わりに貨物を懸下することも可能。この特性を生かして、多脚型CBアーマーや2脚型だが特異な形状のCBアーマー、F4Xヘイスティの空輸でも多用された。
ズナーク Mir-770 ウェイル
大型輸送ヘリ。連邦軍の所有する最大級の輸送ヘリコプター。超大型にもかかわらずシングルローター式である。その巨大な胴体内に複数のCBアーマーを積載することができる。ただし、あまりに巨大な機体のためにヘリボーン作戦に直接加わるのには危険を伴う（実際、ヘリボーン参加時にチコのビッグEガンを受けて破壊されている）。基地間や前線後方の支援部隊への物資輸送を主任務とする。
ブロムリー LTR-62 / LTR-63GB
連邦軍の2脚型CBアーマーの運搬用大型トレーラー。全長16.8m、最高速度80km/h（H8ラウンドフェイサー積載時）。62は運転席の幅が広く、63GBは運転席脇に単裝機銃座を持つという違いがある。第1話ではリニアガン射出機構を持つLTR-62が登場、また、クリンたちのダグラム奪回時にも使用され、その後LTR-63GBがアイバン DT-2に更新されるまでの間「太陽の牙」に使用された。屋根上にレーダーアンテナを設置可能（第1話）。
アイバン DT-2
ダグラム専用に開発された、これもブロムリー社製の大型輸送トレーラー。荷台内部にターボザックを格納し、装着用のクレーンアームも備えている。ダグラムの援護のために装着用アームでターボザックを直立させ単体でリニアカノンを射撃する荒業もやってのけた。また、極めて頑丈でオフロード走行性能も高く、T10Cブロックヘッドに追われながら急な斜面を高速で下って逃れる描写もあった。
ブロムリー A・R・M・C インステッド
連邦軍が多用した8輪装甲車。車体を共通させたファミリー車両として開発されており、砲塔を換装することでさまざまな用途に使用できる。通常型は105mmリニアガンを搭載した砲塔を持ち、この砲塔両側面に7連装ミサイルポッドを追加したものは重武装型と呼ばれる。これ以外の砲塔のバリエーションとして、15連装式の対地/対空兼用ロケット弾ランチャーを搭載したもの、左右に連装式の無反動砲を搭載したもの、左右に1発ずつ大型ミサイルを搭載したもの、連装式の対空機関砲を搭載したものなどがある。
ブロムリー ST-48D
連邦軍の8輪装甲兵員輸送車。
ブロムリー J・R・S ネイティブダンサー
J・ロック隊が使用するオープントップ（露天式）の戦闘用6輪バギー。通称「J・ロック・バギー」。機動性が高い。4連装ミサイル×2。ロールバー上に旋回式対アーマーライフルを装備。
グランドサーチ
ウルナ基地で入手し、太陽の牙に配備された偵察、奇襲用の小型ホバークラフト。陸上でも水上でも使用できる。防御力は低いものの機動性はかなり高く、オープントップにパイロットとガンナーが前後に乗る複座式。機体中央に単架で備えられた旋回式対アーマーライフル（ビッグEガンや重機関銃にも換装可能）を持つ。太陽の牙のみならず解放軍に広く配備された。劇中ではスタンレー高原戦でチコが本機に搭乗し24部隊を翻弄、撃破している。
ウィリス HT-38D
連邦軍の4輪小型トラック。運転室はキャビン式で荷台は露天だが幌を張れる。デロイアでもっとも普及した輸送車両で、連邦軍、ゲリラ、果ては民間人であるラルターフにまで幅広く使用されている。非武装。
ウィリス OR-39D
連邦軍の標準型ジープ。対アーマーライフルを搭載した車輌もあった。キャビンや幌はない。塗装は濃緑色。
ガルシア隊ジープ
ガルシア隊の小型四輪駆動車。標準型ジープとは異なる。主にガルシアと黒犬のドベル。そして副官のオッペ。そして運転手としてガルシア隊兵士が乗る（オッペが運転する場合もある）。塗装は褐色。
バイク/サイドカー
連邦軍の二輪車両。主に連絡、警戒・先導車両として使われる。サイドカーには機銃等が設置される事もある。フェスタが爆死した時に乗っていた。なお、似ているがジョルジュが乗るバイクは民間車両でこれとは異なる。
ホバーボート
河川他で使用される連邦軍の武装ホバークラフト。4連装ミサイルポッド×2と対アーマーライフルで武装している。
上陸用舟艇
CBアーマーを1機搭載可能な連邦軍の揚陸艇。ホバー式でかなり遠浅の海でも運用できる。そのまま海岸へ直接上陸も可能と思われるが、劇中ではH-8ラウンドフェイサーをドガの浅瀬に届けるだけで反転していた。
ロビンスンＲ25地対地近距離ミサイル砲
第55話「戦略台地を奪取せよ」に登場した地球連邦軍の地対地誘導ミサイルランチャー。自走不可能な牽引式だが、その分軽量で山地などの険しい地形へ設置可能。見た目は二輪式砲架左右に2本ずつ発射チューブを備えたシンプルなランチャーで、発射後の次発装填機能は有さず、再装填は手動で行う必要がありそうである。
デロイアでは精密誘導兵器は著しくその使用を制限されるはずであるが、破壊力が大きく、対CBアーマー・機甲目標用兵器としては重要な存在として描かれた。その後カルナック山脈を臨む戦いでは解放軍側も使用する。
203ミリ連装カノン砲
連邦軍の誇るデロイア最大級の重火器。山頂の要塞内に設置された実体弾式の連装長距離砲。要塞の高い防御力を得た代償として砲座の射界は限定されているが、その威力は絶大で、直撃すればF4Xヘイスティ級のCBアーマーすら簡単に破壊してしまう。
トーチカ
正式名称不明。輸送ヘリで空輸可能な簡易要塞。全周旋回可能な連装大型砲塔を1基備えた砲台であり、その装甲はかなり分厚い。三基のドリルで地面へと固定される。砲はリニア砲なのか実体弾砲なのかは不明。
解放軍が大規模化した後半戦。カルナック山脈越えや北極ポート侵攻作戦時に連邦軍が動員。このトーチカによる要塞線を形成して解放軍を迎え撃った。
シャトル
民間機。惑星上とワームホールポートを繋ぐ大型宇宙往還機。先尾翼式。第2話でドナン・カシム搭乗時にソルティックに狙撃されたが機体は大破したものの、ドナンは五体満足で無事に生還している。
小型旅客機
民間の双発プロペラ輸送機。新婚夫婦を装ったロッキーとキャナリーが、ゲリラ側へ迎え入れたザルツェフを護送するために使われた。機体色は白。
軍用列車
デロイア7を誘き出す囮として第1話に登場した連邦軍の非電化装甲列車。SLではないのだが、発車時にSLのドラフト音を発する謎のメカ。また最初のカット、真正面から見た絵では先頭車両が凸型ディーゼル機関車風の姿になっているが、次のカットからは全く異なり、鋭い楔形をした未来的な姿の機関車が先頭車、最後尾車で対称になっている。前後に連装砲塔と連装機関砲を装備している。無蓋貨車も多数の兵員輸送のため連結されており、取材のためラルターフもそこに同乗した。
装甲先導車両
軌道破壊やゲリラを事前に発見する先触れとして、先んじて軍用列車の前を走行する軌道警戒車両。連装砲塔を装備。劇中では「斥候車両」と呼ばれていた。第1話でデロイア7はこれをやり過ごした後、ダグラムで軍用列車を襲撃した。引き返してきた本車は、ビリーのTWOミサイルを受けて撃破された。
鉱山列車
アンディ鉱山に走る鉄道。非電化単線。DD13風の凸型ディーゼル機関車が牽引する山岳鉄道でハックルが運転してダグラムを含むゲリラ達を乗せ、連邦軍の襲撃の中、アンディ鉱山まで突っ走った。
リニアガン
CBアーマーの主兵装。ただし機種によっては装備していないものもある。装甲車の主砲などもおおむねこれである。一般的なレールガン（電磁軌条砲）ではなく、正確にはプラズマ砲の一種で、弾体は実体弾でない。発射の際に発熱するのはジュール熱が原因である。発射された弾体が装甲に跳ね返される描写もある。熱波弾形成のために発砲には大電力が必要で、大出力で大型の物を特に「リニアカノン」ないし「リニア砲」と呼ぶ。
車載用の小型のものを「対アーマーライフル」、歩兵用肩掛け携帯式のものを「ビッグEガン」と呼び、威力が大きい反面、連続射撃には向かず、本体とは別にパワーユニットやカートリッジが必要などの欠点もある。特にビッグEガンは携帯火器としては最強の威力を誇るが、重量が重く射撃時の反動も強烈で、常人にはとても扱えず、最大出力で撃てば怪力巨漢のチコでも立っていられないほどである。ライフル型の「Eガン」も存在するが、こちらは連射可能な分、威力は対人用程度に収まっている。
マグランチャー
巨大な実体弾式のCBアーマー用携帯火器。発砲に大電力が必要なリニアガンと違い、「機体側の出力を回す必要がないので運動性を保てる」「保守整備が楽」「システムが簡略化可能」などのメリットがあり、威力もリニアガンに匹敵する。ただし無限に撃てず、弾数が制限されるのがデメリット（予備マガジンが必要になる）。ソルティック社製のマグランチャーはボナール市入りする直前のダグラムを襲ったH8ラウンドフェイサーが使用したのが初登場で、以後時折リニアガンでなくこれを装備した機体が登場した。また、出力的に余裕のないH102ブッシュマンはリニアガンが装備できず、このマグランチャーのみを主兵装にしている。機動性重視のT10シリーズの主兵装でもあったが、こちらはアビテート社製の別モデルである。なお、劇中の描写ではビジュアル、威力ともにリニアガンと全く見分けが付かない光弾を発砲しており、弾切れの描写も無い。

## スタッフ
- 企画 - 日本サンライズ
- 原案 - 矢立肇
- 原作 - 高橋良輔、星山博之
- キャラクター・デザイン - 吉川惣司
- メカニカルデザイン - 大河原邦男
- 音楽 - 冬木透
- 作画監督チーフ - 塩山紀生
- 美術監督 - 中村光毅
- 音響監督 - 浦上靖夫
- 監督 - 神田武幸、高橋良輔[注 8]
- プロデューサー - 岩崎正美（日本サンライズ）
- 制作 - 日本サンライズ

## 主題歌・劇伴
以下の曲は全て、作詞 - 高橋良輔 / 作曲 - 冬木透 / 編曲 - 武市昌久 / 歌 - 麻田マモル。
オープニングテーマ「さらばやさしき日々よ」
エンディングテーマ「風の行方」
上記2曲を収録したレコードは、キングレコードから発売された。
挿入歌
「EXODUS（エキソダス）」
「父よ」
劇伴(サウンドトラック)
本放送当時、LPレコード版とカセットテープ版が2種類ずつ発売されている。その後、CD化もされず長らく聴く事が難しかったが、2015年5月27日、「太陽の牙ダグラム」総音楽集と題して初のCD版が発売された。

## 各話リスト
- ストーリー展開上、物語の序盤にはダグラムが活躍する展開がないことから、第1話では朽ち果てたダグラムのシーンや、本来なら後に入ると想定されるエピソードを放送した。この回では「デロイア7」と呼ばれるゲリラグループ[注 9]の指揮系統や、デイジーとラルターフの出会いなどが描かれた。なお第1話のエピソードは、時系列的には第10話のデイジーの地球出発から第15話でデイジーとラルターフが再会する迄の期間の出来事と推察できるが、それは7人構成の抵抗組織が遊撃的に活動しない期間にあたるため、結果、本編のストーリー上には存在しない。この第1話と本編との矛盾について高橋良輔が『デュアルマガジン』創刊号掲載のインタビュー記事（当該誌33頁）で語った放映当時のコメントによると、これはシナリオが第6話までしか出来ていない時点で第15話前後の展開を予想して書かれたものであり、その後の物語展開をこの第1話と擦り合わせようとしたものの調整しきれなかった旨が語られている。それを踏まえ、高橋はこの第1話を「歌劇なんかで幕が開く前に流されるオーバーツアー（序曲）のようなものだと思って下さい」と説明しており、第1話は作品の概要を説明した映像作品であって物語の一部分ではないと明言している。

サブタイトル、脚本、演出、作画監督の出典→
| 話数 | 放送日          | サブタイトル               | 脚本                       | 絵コンテ                  | 演出              | 作画監督              |
| ---- | --------------- | -------------------------- | -------------------------- | ------------------------- | ----------------- | --------------------- |
| 1    | 1981年 10月23日 | 光りの戦士                 | 高橋良輔                   | 高橋良輔                  | 横山裕一朗        | 泉口薫                |
| 2    | 10月30日        | 始まりの銃声               | 星山博之                   | 高橋良輔                  | 関田修            | 福田皖                |
| 3    | 11月6日         | デロイアの動乱             | 星山博之                   | 横山裕一朗                | 三浦将則          | 岩本正之              |
| 4    | 11月13日        | 実戦のコクピット           | 渡辺由自                   | 棚橋一徳                  | 棚橋一徳          | 谷口守泰              |
| 5    | 11月20日        | 戦時特例法205号            | 鈴木良武                   | 滝沢敏文                  | 谷田部勝義        | 加藤茂                |
| 6    | 11月27日        | 暁の救出作戦               | 星山博之                   | 宇木静美                  | 三浦将則          | 塩山紀生              |
| 7    | 12月4日         | ゲリラ狩り                 | 渡辺由自                   | 康村正一                  | 石崎すすむ        | 福田皖                |
| 8    | 12月11日        | 裏切りのデロイア           | 鈴木良武                   | 福島一三                  | 横山裕一朗        | 塩山紀生              |
| 9    | 12月18日        | ダグラム奪回               | 星山博之                   | 野寺三郎                  | 谷田部勝義        | 谷口守泰              |
| 10   | 12月25日        | ガルシア隊参戦             | 渡辺由自                   | 高橋良輔                  | 三浦将則          | 西城明                |
| 11   | 12月29日        | 遠すぎた父                 | 鈴木良武                   | 滝沢敏文                  | 安濃高志          | 上村栄司              |
| 12   | 1982年 1月8日   | ためらいの照準             | 富田祐弘                   | 康村正一                  | 谷田部勝義        | 新田敏夫 谷沢豊       |
| 13   | 1月15日         | 敵補給隊から奪え           | 星山博之                   | 松野達也                  | 石崎すすむ        | 西城明                |
| 14   | 1月22日         | やっかいな捕虜             | 渡辺由自                   | 横山裕一朗                | 三浦将則          | 塩山紀生              |
| 15   | 1月29日         | ダグラム砂に沈む           | 富田祐弘                   | 滝沢敏文                  | はしもとなおと    | 福田皖                |
| 16   | 2月5日          | 砂漠に熱く燃えて           | 星山博之                   | 京春香                    | 石崎すすむ        | 谷口守泰              |
| 17   | 2月12日         | 死に神の執念               | 高橋良輔                   | 高橋良輔                  | 谷田部勝義        | 神宮慧                |
| 18   | 2月19日         | 蜃気楼の街                 | 渡辺由自                   | 菊池一仁                  | 三浦将則          | 新田敏夫 谷沢豊       |
| 19   | 2月26日         | 包囲網を破れ               | 星山博之                   | 康村正一                  | はしもとなおと    | 西城明                |
| 20   | 3月5日          | 偽りのグランプリ           | 星山博之                   | 兜史郎                    | 兜史郎            | 塩山紀生              |
| 21   | 3月12日         | 計算された奇襲             | 富田祐弘                   | 滝沢敏文                  | 谷田部勝義        | 神宮慧                |
| 22   | 3月19日         | 襲撃作戦一石二鳥           | 渡辺由自                   | 石崎すすむ                | 石崎すすむ        | 谷口守泰              |
| 23   | 3月26日         | 狙われたゲリラ会議         | 渡辺由自                   | 三浦将則                  | 三浦将則          | 福田皖                |
| 24   | 4月2日          | サマリン救出作戦           | 星山博之                   | 横山裕一朗                | はしもとなおと    | 塩山紀生              |
| 25   | 4月9日          | 潜入バラフ軍刑務所         | 星山博之                   | 横山裕一朗                | 谷田部勝義        | 新田敏夫 谷沢豊       |
| 26   | 4月16日         | 振りむけば遠く…（総集編）  | 星山博之 渡辺由自 鈴木良武 | 高橋良輔                  | 高橋良輔          | 塩山紀生 （作画監修） |
| 27   | 4月23日         | 戦場に来たデイジー         | 富田祐弘                   | 兜史郎                    | 兜史郎            | 西城明                |
| 28   | 4月30日         | 戦火の陰の打算             | 渡辺由自                   | 石崎すすむ                | 石崎すすむ        | 神宮慧                |
| 29   | 5月7日          | ラコックの策謀             | 富田祐弘                   | 松野達也                  | 三浦将則          | 塩山紀生              |
| 30   | 5月14日         | パルミナへ渡る日           | 星山博之                   | 旗一兵                    | 桐野克己          | 谷口守泰              |
| 31   | 5月21日         | パルミナの熱い風           | 富田祐弘                   | やすむらまさかず          | やすむらまさかず  | 西城明                |
| 32   | 5月28日         | 血気はやる進軍             | 渡辺由自                   | 高橋良輔                  | 谷田部勝義        | 福田皖                |
| 33   | 6月4日          | 戦火は村々に               | 星山博之                   | 兜史郎                    | 兜史郎            | 神宮慧                |
| 34   | 6月11日         | 武器は誰がために           | 星山博之                   | 石崎すすむ                | 三浦将則          | 新田敏夫 谷沢豊       |
| 35   | 6月18日         | 再会の野戦病院             | 富田祐弘                   | 京春香                    | 寺田憲史          | 塩山紀生              |
| 36   | 6月25日         | 塞がれた行く手             | 渡辺由自                   | 桐野克己                  | 桐野克己          | 谷口守泰              |
| 37   | 7月2日          | 選択の渡河作戦             | 星山博之                   | 谷田部勝義                | 谷田部勝義        | 西城明                |
| 38   | 7月9日          | アンディ鉱山封鎖           | 富田祐弘                   | 高橋資祐                  | 三浦将則          | 福田皖                |
| 39   | 7月16日         | 封鎖山脈を越えろ           | 星山博之                   | 高橋良輔 やすむらまさかず | 桐野克己          | 新田敏夫 谷沢豊       |
| 40   | 7月23日         | 戦士の休息 前編            | 渡辺由自 高橋良輔          | 高橋良輔                  | 兜史郎            | 塩山紀生              |
| 41   | 7月30日         | 戦士の休息 後編            | 渡辺由自 高橋良輔          | 高橋良輔                  | 桐野克己 知吹愛弓 | 谷口守泰              |
| 42   | 8月6日          | 動乱の航跡（総集編）       | 星山博之 渡辺由自 鈴木良武 | 高橋良輔                  | 高橋良輔          | 塩山紀生 （作画監修） |
| 43   | 8月13日         | 仕組まれた背信             | 渡辺由自                   | 横山裕一朗                | 谷田部勝義        | 神宮慧                |
| 44   | 8月20日         | 疑惑の二重スパイ           | 富田祐弘                   | 高橋資祐                  | 三浦将則          | 西城明                |
| 45   | 8月27日         | 夢散らす銃声               | 星山博之                   | 高橋良輔                  | 桐野克己          | 福田皖                |
| 46   | 9月3日          | 術策と機略                 | 渡辺由自                   | 兜史郎                    | 兜史郎            | 塩山紀生              |
| 47   | 9月10日         | 悲しみの爆走               | 富田祐弘                   | 谷田部勝義                | 谷田部勝義        | 西城明                |
| 48   | 9月17日         | その名は解放軍遊撃隊       | 星山博之                   | 今川泰宏                  | 三浦将則          | 谷口守泰              |
| 49   | 9月24日         | 共同作戦の軋み             | 渡辺由自                   | 横山裕一朗                | 山口秀憲          | 神宮慧                |
| 50   | 10月1日         | 戦う者の掟                 | 富田祐弘                   | 石崎すすむ                | 兜史郎            | 新田敏夫 谷沢豊       |
| 51   | 10月8日         | 見えはじめた亀裂           | 星山博之                   | 松野達也                  | 谷田部勝義        | 西城明                |
| 52   | 10月15日        | アンディ鉱山攻撃命令       | 富田祐弘                   | 石崎すすむ                | 三浦将則          | 塩山紀生              |
| 53   | 10月22日        | 反撃の導火線               | 渡辺由自                   | 今川泰宏                  | 知吹愛弓          | 谷口守泰              |
| 54   | 10月29日        | 再びドガへ向けて           | 星山博之                   | 横山裕一朗                | 兜史郎            | 福田皖                |
| 55   | 11月5日         | 戦略台地を奪取せよ         | 富田祐弘                   | 谷田部勝義                | 谷田部勝義        | 神宮慧                |
| 56   | 11月12日        | スタンレー高原の攻防       | 星山博之                   | 三浦将則                  | 三浦将則          | 加藤茂                |
| 57   | 11月19日        | ひるがえる解放旗           | 星山博之                   | 菊池一仁                  | 知吹愛弓          | 新田敏夫 谷沢豊       |
| 58   | 11月26日        | 解き放たれた野心           | 高橋良輔                   | 高橋良輔                  | 兜史郎            | 西城明                |
| 59   | 12月3日         | 威信かける海戦             | 渡辺由自                   | 横山裕一朗                | 谷田部勝義        | 塩山紀生              |
| 60   | 12月10日        | デロイアの光と影           | 富田祐弘                   | やすむらまさかず          | 三浦将則          | 谷口守泰              |
| 61   | 12月17日        | 北極ポートに向けて         | 星山博之                   | 木村圭一郎                | 知吹愛弓          | 福田皖                |
| 62   | 12月24日        | きざまれた光る道（総集編） | 星山博之 富田祐弘 渡辺由自 | 高橋良輔                  | 高橋良輔          | 塩山紀生 （作画監修） |
| 63   | 12月31日        | 落とされた黒い滴           | 渡辺由自                   | 滝沢敏文                  | 兜史郎            | 西城明                |
| 64   | 1983年 1月7日   | 濁流の罠                   | 富田祐弘                   | 谷田部勝義                | 谷田部勝義        | 神宮慧                |
| 65   | 1月14日         | 攻略・白銀の要塞           | 渡辺由自                   | 高橋資祐                  | 三浦将則          | 新田敏夫 谷沢豊       |
| 66   | 1月21日         | 激戦・カルナック越え       | 星山博之                   | やすむらまさかず          | 知吹愛弓          | 上村栄司              |
| 67   | 1月28日         | 北極に散った決断           | 富田祐弘                   | 横山裕一朗                | 川端蓮司          | 谷口守泰              |
| 68   | 2月4日          | テーブルについた者達       | 渡辺由自                   | 八起繁                    | 谷田部勝義        | 西城明                |
| 69   | 2月11日         | ドナン・カシム死す         | 星山博之                   | 高橋良輔                  | 三浦将則          | 福田皖                |
| 70   | 2月18日         | 武装解除                   | 星山博之                   | 滝沢敏文                  | 知吹愛弓          | 新田敏夫 谷沢豊       |
| 71   | 2月25日         | 粉飾の凱旋パレード         | 富田祐弘                   | 兜史郎                    | 兜史郎            | 神宮慧                |
| 72   | 3月4日          | 英雄奪回                   | 渡辺由自                   | 八起繁                    | 川端蓮司          | 上村栄司              |
| 73   | 3月11日         | 沈黙する指導者             | 星山博之                   | 加瀬充子                  | 谷田部勝義        | 西城明                |
| 74   | 3月18日         | 大いなる説得               | 星山博之                   | 横山裕一朗                | 三浦将則          | 福田皖                |
| 75   | 3月25日         | 燃えつきたあとに           | 星山博之                   | 高橋良輔                  | 知吹愛弓          | 神宮慧                |

## 話数・視聴率
総話数75話は、サンライズ製作のオリジナル作品としては最長である。また視聴率は、サンライズのオリジナル作品としては『無敵ロボ トライダーG7』に次ぐ歴代2位を記録している。

## 放送局
放送時間については個別に出典が提示されているものを除き、1982年5月時点の情報。放送時間は1981年11月中旬 - 12月上旬時点のものを使用する。
- テレビ東京[7]（キー局）： 金曜 17:55 - 18:25
- 北海道放送[7]：土曜 7:00 - 7:30（1981年10月24日 - 1982年3月27日） → 土曜 17:00 - 17:30（1982年4月3日 - 1983年3月26日）[8]
- 秋田テレビ：月曜〜金曜 17:30 - 18:00（1983年に放送）[9]
- 仙台放送[7]： 火曜 16:30 - 17:00
- 山形テレビ： 水曜 17:30 - 18:00
- 福島中央テレビ：火曜 18:00 - 18:30（1981年12月 - 1982年3月）→ 火曜 17:45 - 18:15（1982年4月 - 1983年3月）→ 火曜 17:00 - 17:30（1983年4月 - 5月）[10]
- テレビ新潟[7]： 木曜 18:00 - 18:30→木曜 17:45 - 18:15
- 静岡第一テレビ： 日曜 6:15 - 6:45
- 石川テレビ[7]： 土曜 17:00 - 17:30→金曜 17:25 - 17:55（1983年3月25日最終回時点）[11]。
- 福井放送：金曜 17:00 - 17:30（1982年4月23日放送開始）[12]
- 東海テレビ[7]： 土曜 18:00 - 18:30 → 金曜 18:30 - 19:00
- KBS京都[7]（テレビ大阪開局で一旦中止、その後再開)： 水曜 19：30 - 20：00(19話迄) → 20話以降は別放送枠にて数ヶ月遅れで再開
- サンテレビ[7]（テレビ大阪開局で一旦中止、その後再開）：木曜 18：30 - 19：00(19話） → 20話以降は別放送枠にて数ヶ月遅れで再開
- テレビ大阪： 金曜 17:55 - 18:25（※開局は放送途中でサンテレビからの引き継ぎで20話より放送開始）
- テレビ岡山： 土曜 7:30 - 8:00
- テレビ新広島[7]： 木曜 16:30 - 17:00
- 南海放送[7]： 木曜 17:25 - 17:55
- RKB毎日放送[7]： 土曜 17:30 - 18:00
- テレビ熊本： 木曜 17:00 - 17:30（1982年4月1日 - 1983年11月3日[13]）
- 沖縄テレビ[7]： 木曜 17:30 - 18:00

阪神圏では当初サンテレビが木曜日に放送していたが、テレビ大阪開局に伴い、同局に移行された。そのため、第19話をサンテレビが放送した翌日、金曜日に第20話が開局直後のテレビ大阪で続けて放送される現象が起こった。

## 映画・映像作品

### ドキュメント 太陽の牙ダグラム
『ドキュメント 太陽の牙ダグラム』はTVシリーズを再編集した映画。テレビ版を一部モノクロ化するなどデロイア独立戦争のドキュメンタリー風に編集して、新作カットとしてデスタンによるラコック暗殺シーンを加えている。新作カットは谷口守泰による作画である。ラルターフが地球本社へ送るレポートの体裁を取り、本作の語り部となっている。同時上映は『ザブングルグラフィティ』と『チョロQダグラム』。
スタッフ
- 監督 - 高橋良輔
- 製作 - 伊藤昌典
- プロデューサー - 岩崎正美、山田哲久
- 企画 - 山浦栄二
- 原案 - 高橋良輔、星山博之、矢立肇
- 脚本 - 星山博之、富田祐弘、渡辺由自、鈴木良武
- メカデザイン - 大河原邦男
- 撮影 - 玉川芳行、大内保行、ティ・ニシムラ
- 美術監督 - 中村光毅
- 編集 - 鶴渕友影、片石文栄
- 音楽 - 冬木透
- 音響監督 - 浦上靖夫
- 助監督 - 三浦将則
- 企画製作 - 日本サンライズ
- 配給 - 松竹

### チョロQダグラム
『チョロQダグラム』は『ドキュメント 太陽の牙ダグラム』併映の短編SD作品。物語はチョロQ版のCBアーマーを操縦士が操縦して首位を争い勝敗を競うレースもの。車輌形態からの変形機能を駆使して二足走行したり障碍物を突破したりしてゴールを目指す。途中の妨害攻撃なんでもありのレースでもある。変形するチョロQ版ダグラムはタカラからボトムズやガリアン等と共に実際に発売されている。ただし変形前後とも劇中のものとは掛け離れている。
スタッフ
- 原案 - 高橋良輔
- 原画 - 只野和子、松下浩美、小林早苗、宮嶋堅
- 動画 - スタジオ・ライブ
- 背景 - 宮本清司
- 音楽 - 冬木透
- 音響 - A・P・Uスタジオ
- 撮影 - 旭プロダクション
- 演出 - 三浦将則
- 企画製作 - 日本サンライズ

### DOUGRAM vs ROUND-FACER
『DOUGRAM vs ROUND-FACER』は、1987年1月21日発売のVHD「アニメビジョン」Vol.7に『火星の戦士ダグラム』として収録の3D作品。後にLD-BOXパート2に映像特典として収録された。本編とはかなり異なったイメージで作られ、ダグラムが自由に飛び回る。

## 玩具など

### プラモデル
ガンプラに始まる当時のアニメプラモデルブームを受け、タカラ（現タカラトミー）がプラモデルを中心とした商品展開を行なっている。主力商品となったのは高価格帯の48分の1スケールと低価格帯の72分の1スケール、2系統のプラモデルでSAK（スケールアニメキット）というシリーズ名が冠されていた。両スケールはミリタリー物の模型では国際的にスタンダードとなっている縮尺の一つであり、「国際スケール」であることが広告で強調された。その他、初心者向けに部品点数と関節可動部を減らし価格が300円で箱の大きさが統一され、機体のスケールは不統一なコレクションシリーズも展開されている。なお、玩具メーカーであるタカラは、スケールモデルの金型制作技術や下請け金型屋のつてを持たなかったため、模型メーカーであるニットー（日東科学教材）の協力のもと、シリーズを展開していた。2脚型CBアーマーではアニメの設定画と比べて拳パーツの大き過ぎるものが多い。後にこれらの金型は童友社に移管され、1987年にテレビ東京で再放送された際には同社がメインスポンサーとなり名場面シールを付加して再発売された。2015年現在もこれらの金型は童友社が所有している。
48分の1スケールではデロイア7（太陽の牙）のキャラクターフィギュアやJロックバギー（商品名）も模型化。72分の1スケールではアニメに登場する全CBアーマーが模型化という快挙を成し遂げた他、ブロムリーやアイバンといった補助車輌、デューイやマベリックといったCBアーマーと組み合わせられるサブメカも数多くキット化された。これにより、複数のキットを組み合わせて遊んだり情景模型を作ったりするなどのプレイバリューを広げた。
これらの展開とPRには、タカラが丸善と組んで発行した模型雑誌『デュアルマガジン』が大いに活用されていた。さらに専用の塗料として「ダグラムカラー」も発売された。これは当時タカラから発売されていたプラモデル用油性アクリル塗料・レベルカラーを調色したもので、当時の商品パンフレットなどでは「日本サンライズのカラーチャートを忠実に再現したスケールアニメキット専用カラー」とうたわれている。なおダグラム終了後には商品名が「タカラアニメカラー」に変更され、『装甲騎兵ボトムズ』や『機甲界ガリアン』のSAK専用カラーとして販売された。
なお、前述のニットーも自社ブランドで144分の1スケールのコンバットアーマーコレクションを展開した。
2014年よりマックスファクトリーが新規キットを発売している。

### プラモデル以外の玩具展開
玩具の頑丈さと模型の精密さを併せ持つデュアルモデルも展開された。「デュアル」の名称は、プラスチック製の装甲を外すと設定上の内部構造が再現されているという二重構造に由来している。その他の意味として、一部雑誌媒体などでは「アニメに設定されたデータを完全に再現しており、まるでアニメから飛び出してきたかのような、そっくり双子のダグラム」と紹介されていた。
また、半完成品フィギュアである1/144コレクションシリーズも発売された。これは腕部を前後に振る程度の可動部分しかないが、材質はプラスチックとダイキャストの組み合わせで塗装済、付属のステッカーを貼ってマーキングするものだった。造形はよりリアルになっており、価格は1個あたり1,000円前後だった。これも劇中登場メカのほとんどが商品化されている。
さらに、当時カバヤ食品から発売されていたビッグワンガムの系列商品として、食玩の「ダグラムガム」も発売された。ガムのオマケとして軟質プラスチック（ポリプロピレン）製CBアーマーの組み立てキットが同梱されていた。
これらの商品のヒットは、特にプラモデルジャンルでライバル企業であるバンダイの後塵を拝していたタカラを大いに勢いづけることとなった。本作が放送延長となったのも、模型などの売り上げが良かったためである。
2006年には、海洋堂よりリボルテックの第1弾商品としてアクションフィギュア化されている。
また、2017年2月にバンダイより、ダグラムがHI-METAL Rで発売された。

## 漫画版
森藤よしひろ版
『コミックボンボン』（講談社）にて、1981年11月号から1983年4月号まで連載。内容は児童向けで、原作のストーリーをなぞらえながらも、優勢な敵相手のアクションシーンを中心に描かれた。デイジーとラルターフは登場しない。単行本はボンボンKC版、大都社版、コンビニコミック版とそれぞれ刊行していたが、いずれも絶版となっている。
岡崎優版
『冒険王』（秋田書店）にて、1981年11月号から1983年4月号まで連載。原作の複雑なストーリーのポイントを抑えた内容になっており、コンバットアーマーとのバトルは簡略されている。ジョルジュは最終話で背景にまぎれて登場しているのみである。単行本は2011年3月より、マンガショップにて『サンライズロボット漫画コレクションVoi.2 「太陽の牙ダグラム」&「装甲騎兵ボトムズ」』(ISBN 978-4-7759-1422-9)が発売された。
太田垣康男版
『Get truth 太陽の牙ダグラム』のタイトルで、『eBigComic4』（小学館）にて2021年5月28日より連載中。テレビ放送40周年を記念した企画の一環で製作されるコミカライズ作品であり、高橋良輔監修のもと、太田垣が漫画とコミックストーリー作画、4C演出彩色をumegrafixが担当する。
1. 2021年12月28日発売、ISBN 978-4-09-861222-2 / ISBN 978-4-09-943094-8（プラモデル付き特装版）
2. 2022年12月28日発売、ISBN 978-4-09-861531-5
3. 2023年12月27日発売、ISBN 978-4-09-862666-3 / ISBN 978-4-09-943139-6（プラモデル付き特装版）

## 小説版
星山博之による小説版がソノラマ文庫（朝日ソノラマ）から全2巻で発売された。表紙、挿絵は塩山紀生。
序盤のストーリーは概ねTV版に沿っているものの、全体的には主にTV版中盤までのストーリーを簡易化し再構成した内容となっており、戦いの完全決着を待たずに物語が完結している。
ストーリー面の他にも、24部隊の使用機体がコーチマSpl.ではなく軽量型ソルティックであるなどの設定改変も施されている。
本文は主にクリンの視点に沿った記述となっているため、戦闘の背景となる政略・謀略についてはクリンへの伝聞の形で部分的に触れられるのみに留まっており、TV版後半におけるキーパーソンであるラコックに至っては終盤に名前が数回記される程度の扱いとなっている。

## ゲーム
ボードゲーム
タカラで製品化された戦闘級アクチュアル・シミュレーションゲーム。『デュアルマガジン』初期の関連記事では地形も再現する構想もあったようだが、実際にはヘックスボードに立木とユニットのフィギュアが付くに留まった。潜望鏡状の付属品もあり、立木と併せて射撃判定を行う（潜望鏡を覗いてみて、フィギュアが立木に視界が遮られていたら射線が通らないため射撃できないと判定する）ようになっている。
- 3Dシミュレーションゲーム（タカラ製）
  - 『NO.1 太陽の牙ダグラム スタンレー高原の攻防』
  - 『NO.2 太陽の牙ダグラム 激戦、カルナック山脈』

ウォー・シミュレーションゲーム
『デュアルマガジン』付属の戦術/戦闘級ゲーム。主軸が『装甲騎兵ボトムズ』へ移るまでは毎号掲載されており、基本編以後、砂漠戦、雪上戦などの新地形と追加ルール。新ユニットが追加されて行く形式であった。
CBアーマー、車両、ヘリは1ユニット1機。歩兵（デロイア7、ゲリラ、連邦軍兵士）は1ユニット分隊単位。車両やヘリによる輸送ルールあり。

電子ゲーム
- 『システムカード＆アクション・ダグラム』（タカラ、1982年）

出現したH8を殴って動きを封じる毎に、トレーラーへ戻ってリニアガンを装着し、とどめを刺しに行くという、いわゆる"ペンシル谷渡り"と似たルールのゲーム。簡単なトランプゲームも内蔵されており、こちらは付属の通信用ケーブルで『システムカード＆アクション』シリーズの機種同士を複数繋いで対戦ができるようになっていた。

テレビゲーム
本作の直接的なゲーム化ではないが、下記ゲーム作品に本作に登場するキャラクターやロボットが登場している。
- ブレイブサーガシリーズ（タカラ）
  - 『新世代ロボット戦記ブレイブサーガ』PlayStation（1998年12月17日）
  - 『ブレイブサーガ2』 PlayStation（2000年5月2日）
  - 『ブレイブサーガ 新章 アスタリア』ゲームボーイカラー（2001年1月26日）

- サンライズ英雄譚シリーズ（サンライズインタラクティブ）
  - 『サンライズ英雄譚』ドリームキャスト（1999年12月2日）
  - 『サンライズ英雄譚R』 PlayStation 2（2000年11月22日）
  - 『サンライズ英雄譚2』PlayStation 2（2002年7月21日）
  - 『SUNRISE WORLD WAR Fromサンライズ英雄譚』PlayStation 2（2003年9月25日）

ソーシャルゲーム
- スーパーロボット大戦シリーズ（バンダイナムコエンターテインメント）
  - 『スーパーロボット大戦X-Ω』iOS、Android（2015年10月5日） - 2018年1月24日より登場する。

トレーディングカードゲーム
- 『ブレイブサーガ』（タカラ、1999年4月） - 上述のテレビゲームのカードゲーム版。

## 映像ソフト
- 1998年、タキコーポレーションがLDボックスを発売した。2006年11月には本作25周年を記念した「太陽の牙ダグラム DVD-BOX The 25th anniversary memory」が発売。後に単巻売りも行われた。
- 2011年12月より本作30周年を記念し、販売・発売元をバンダイビジュアルに変更したDVD-BOX全3巻が順次発売。ボックスアートは大河原邦男が新たに描きおろしたイラストを使用。

## 余話
- 本編第67話で「フォン・シュタイン謀殺時、ラコックは機関銃を手にしていたが、直後に、銃を捨てるなどの手放す描写無しに両手で髪を整え、その場から立ち去る際には銃を投げ捨てている」というカットがある。髪を整える場面は両手がガラ空きの状態なので、その前に手放す描写が無ければつじつまが合わない。これについて監督の高橋は、「あのラコックの一連の動きというものは、キャラクターをものすごくよく捉えていて、ミスであることをわかっていながら、手を入れることができなかったんです。それは作画の力だと思いますね。」と述べている[21]。この回の作画監督は谷口守泰である。このように本編を通し谷口によって描かれたラコックの卓越したクールな表情・動作芝居は、当時の制作関係者を震撼させ[22]、劇場版『ドキュメント太陽の牙ダグラム』のデスタンによる「ラコック暗殺」シーンの新作カットの作画担当に、塩山紀生の推薦により抜擢された。
- この番組のメインキャラクターデザインを担当した吉川惣司によると、「キャラデザインが望月三起也の絵のようだ」と評されたことがあったという。望月の絵を意識していた訳ではなかったが、元々手塚治虫のルーツのアメリカン・コミック系の絵を目指していた吉川は、同じくアメリカン・コミックに傾倒していた望月の絵に似ていると言われ、「嬉しかった」と後に述べている[23]。また、上記漫画版も作風や画風は望月のものに近い。
- 2000年代前半に開催されたトークショー[要出典]によると、6クールへの延長に際して「フェスタの死亡退場が決まったのも、ドラマを盛り上げるのに考案された」事と、最終展開で「クリン達がデロイア独立の内容に不満を抱き、地球でテロ活動を行う」と言うストーリー案もあったが、高橋良輔が「クリン達が悪役に見える」との事で、このストーリー案は没になった[24]。
- 48分の1スケールプラモデルのダグラムは、ミサイルポッド装着型をダグラム・ヤクトタイプとして、新たに全身の金型を起こしたものが本放送途中に発売された。一方、72分の1スケールは従来のものにミサイルポッドのパーツが追加されただけだった。また、72分の1スケールのヤクトタイプは、映画上映記念のリミテッドタイプと銘打ってメッキパーツバージョンも発売された。なお、「ヤクト」とはドイツ語の「jagd」で、「狩猟」を意味する単語語彙である。正しい発音はドイツ戦車の「ヤークトティーガー」等と同じく「ヤークト」となる。スマートフォン・タブレット用ソーシャルゲームアプリ『スーパーロボット大戦X-Ω』ではヤクトダグラムと表記されている。
- 派生作品『デロイアナナちゃん』を掲載したデュアルマガジン誌は後年、同じサンライズ作品である『装甲騎兵ボトムズ』や『機甲界ガリアン』時代にもこいでたくがギャグ四コマを掲載している。